# Spalona Góra (Beskid Niski)

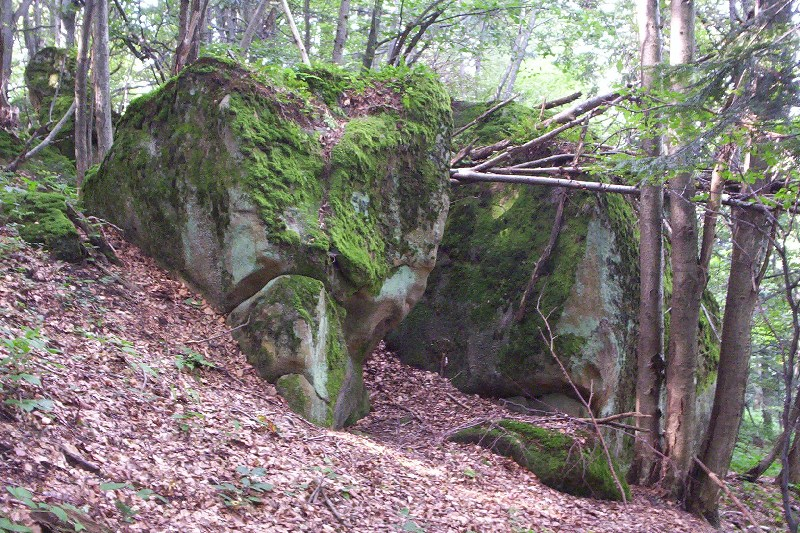
Wychodnie skalne na Spalonej Górze

Spalona Góra (682 m n.p.m.) - szczyt we wschodniej części Beskidu Niskiego.
W pobliżu przebiega Główny Szlak Beskidzki z Kamienia na Tokarnię, który jednak omija Spaloną Górę i schodzi do Przybyszowa. Na szczycie znajdują się liczne wychodnie skalne zbudowane z piaskowców przybyszowskich.